# Cầy linsang sọc
Cầy linsang sọc (danh pháp hai phần: Prionodon linsang) là một loài động vật thuộc Phân họ Cầy linsang châu Á của Họ Cầy. Loài này phân bố từ Myanma, Thái Lan, Malaysia tới Indonesia (Borneo, Java, Sumatra). Con trưởng thành dài 74 cm tính cả đuôi. Nó có bộ lông màu vàng nhạt với 5 dải sẫm màu. Nó có các sọc rộng ở cổ và đuôi có nhiều dải với chóp đuôi sẫm màu. Nó là loài ăn thịt, với thức ăn là sóc, chuột, chim và thằn lằn.